# Mariamne II
Mariamne II , död efter 4 e.Kr., var hustru till den romerske klientkungen Herodes den store av Judea, i hans tredje äktenskap. Hon tros dock inte ha haft titeln drottning.
Hon var dotter till Israels överstepräst Simon Boethus. Hon blev år 4 e.Kr. inblandad i sin styvson prins Antipaters misslyckade komplott mot Herodes, vilket resulterade i att Herodes tog ut skilsmässa, och avsatte hennes far från hans ämbete. 